# Branchiostegus semifasciatus
Branchiostegus semifasciatus е вид бодлоперка от семейство Malacanthidae. Видът не е застрашен от изчезване.

## Разпространение и местообитание
Разпространен е в Ангола, Габон, Гвинея, Гвинея-Бисау, Мавритания, Мароко, Сао Томе и Принсипи и Сиера Леоне.
Среща се на дълбочина от 50 до 190 m, при температура на водата от 13,1 до 16,8 °C и соленост 35,5 – 35,6 ‰.

## Описание
На дължина достигат до 60 cm, а теглото им е максимум 1500 g.